# Schelomo

Schelomo (« Salomon » en hébreu dans la transcription en allemand) est une Rhapsodie hébraïque pour violoncelle et orchestre d’Ernest Bloch.

## Historique
L’œuvre, composée en 1916, s'inspire du personnage de Salomon tel qu'il apparaît dans le texte biblique de l'Ecclésiaste. L'évocation de la légendaire formule vanité des vanités, et tout est vanité parcourt toute l'œuvre, « à travers les évocations de la volupté, du luxe, de la puissance [...], avec la sagesse sereine et détachée qui en découle. » Elle se caractérise par ses sonorités luxuriantes, mélange de décadentisme post-romantique et d’orientalisme et par son mélange de tension fiévreuse, de rigueur brutale (impressionnants crescendi, resserrements rythmiques) et de lyrisme. Quoique le violoncelle soit mis en valeur par une écriture qui en exploite toutes les possibilités techniques et acoustiques, l'orchestre n'est pas en reste, et la partition exige de sa part une franche virtuosité et une excellente cohésion des pupitres.
L’œuvre a été créée à New York le 3 mai 1917 par Hans Kindler au violoncelle, l'Orchestre philharmonique de New York sous la direction du compositeur en même temps que la Symphonie « Israël » dans le cadre d'un concert consacré au cycle juif et organisé par la Society of the Friends of Music.
Ernest Bloch a effectué une réduction pour violoncelle et 2 pianos en 1916.

## Structure
Schelomo est constitué de trois mouvements enchaînés : Lento moderato, Allegro moderato et Andante moderato.
La durée totale est d'environ 23 minutes.

## Instrumentation
- flûtes (dont un piccolo), trois clarinettes, trois hautbois, trois bassons (dont un contrebasson), quatre cors, trois trompettes, trois trombones, tuba, percussion, célesta, deux harpes, cordes

## Source
- François-René Tranchefort (dir.), Guide de la musique classique, Paris, éd. Fayard, coll. « Les Indispensables de la musique », 1986, p. 109.

## Discographie sélective
- André Navarra avec l'Orchestre philharmonique tchèque dirigé par Karel Ancerl (1964 - Supraphon)
- Gregor Piatigorsky avec l'Orchestre symphonique de Boston dirigé par Charles Munch (1964)
- Pierre Fournier avec l'Orchestre philharmonique de Berlin dirigé par George Szell (1966 - Deutsche Grammophon)
- Janos Starker avec l'Orchestre philharmonique d'Israël dirigé par Zubin Mehta (1970 - Decca)
- Mstislav Rostropovitch avec l'Orchestre national de France dirigé par Leonard Bernstein (1977 - EMI)
- Gary Hoffman avec l'Orchestre philharmonique royal de Liège dirigé par Christian Arming (Ladolcevolta)

## Interprétations notables
Schelomo a été joué le :
- 5 février 1921 au Victoria Hall à Genève, avec André Hekking, l'Orchestre de la Suisse romande dirigé par Ernest Ansermet
- 27 novembre 1921 au Théâtre du Châtelet, Paris avec André Hekking, l'Orchestre Colonne dirigé par Gabriel Pierné
- août 1953, à Tel-Aviv avec l'Orchestre philharmonique d'Israël dirigé par Milton Katims

Le premier enregistrement date du 27 mars 1940, par Emanuel Feuermann, l'Orchestre de Philadelphie dirigé par Leopold Stokowski.